# Vergas
Vergas – miasto w Stanach Zjednoczonych, w stanie Minnesota, w hrabstwie Otter Tail.